# پادزهر (فیلم ۱۳۷۲)
پادزهر فیلمی به کارگردانی بهرام کاظمی و نویسندگی سیروس الوند محصول سال ۱۳۷۲ است.

## خلاصه داستان
جلال از همسرش جدا می‌شود و با همکاری یک کلاهبردار به سرقت از یک خانهٔ مسکونی اقدام می‌کند. جلال از روی تصادف متوجه گفت و گوی یک گروه خرابکار دربارهٔ توطئه بمب‌گذاری می‌شود و موضوع را به پلیس اطلاع می‌دهد. اما مأموران به جلال بدگمان می‌شوند و او را بازداشت می‌کنند. سرگرد هاشمی، افسر ویژهٔ ادارهٔ آگاهی، متوجه بی گناهی جلال می‌شود و درمی یابد که رهبر خرابکاران یک سرهنگ بازنشستهٔ عراقی است. جلال پس از تشکیل دادگاه به پنج سال حبس تعلیقی محکوم می‌شود و او نزد همسرش بازمی‌گردد. اما اعضای گروه جلال را شناسایی می‌کنند و ابتدا پسر و سپس خودش را گروگان می‌گیرند. آن دو جداگانه از دست خرابکاران می‌گریزند. سرگرد هاشمی براساس اطلاعات جلال به محل بمب‌گذاری در نمایشگاه بین‌المللی تهران می‌رود و قبل از این که یکی از بمب‌گذاران موفق به اجرای نقشهٔ خود بشود با گلولهٔ سرگرد هاشمی از پا در می‌آید.

## بازیگران
- جمشید هاشم‌پور
- محمد صالح‌علاء
- نادیا دلدار گلچین
- اسماعیل داورفر
- محسن زهتاب
- نرسی گرگیا
- کامران باختر
- وحید شیخ‌زاده
- مجتبی هویدی
- حسین صفاریان
- عباس خان‌مختاری
- محمد خسروی
- داوود رجایی
- احمد هاشمی
- اکبر دودکار
- محسن فخاری
- حسین زمانی